# Пахвиджи
Пахвиджи (груз. ფახვიჯი) — село в Грузии, в муниципалитете Душети края Мцхета-Мтианети. 

## География
Село расположено в северной части края, в 60 километрах по прямой к северо-востоку от центра муниципалитета Душети. Высота центра — 1400 метров над уровнем моря.

## Население
По данным переписи населения 2014 года, в селе проживало 3 человека.
| Год  | Население | Мужчины | Женщины |
| ---- | --------- | ------- | ------- |
| 1926 | 84        | 42      | 42      |
| 2002 | 55        | 27      | 28      |
| 2014 | 3         | 3       | 0       |